# Valentin Ferron
Valentin Ferron (Vienne, 8 de febrero de 1998) es un ciclista profesional francés que compite con el equipo Cofidis.

## Trayectoria
En 2019 compitió como stagiaire con el Team Total Direct Énergie y antes de acabar el año se supo que en agosto de 2020 pasaría a ser profesional con el mismo equipo. En mayo de 2021 logró su primera victoria al imponerse en la cuarta etapa del Tour de Ruanda. También triunfó al año siguiente cuando fue el mejor de la fuga en la sexta etapa del Critérium del Dauphiné. Sumó un tercer éxito en 2023 y a finales de 2024 fichó por el Cofidis para las siguientes dos temporadas.

## Palmarés
2021
- 1 etapa del Tour de Ruanda

2022
- 1 etapa del Critérium del Dauphiné

2023
- París-Camembert

2025
- Gran Premio Ciclista La Marsellesa

## Resultados en Grandes Vueltas
| Carrera | Carrera         | 2020 | 2021 | 2022 | 2023 | 2024 |
| ------- | --------------- | ---- | ---- | ---- | ---- | ---- |
|         | Giro de Italia  | —    | —    | —    | —    | —    |
|         | Tour de Francia | —    | —    | —    | 89.º | —    |
|         | Vuelta a España | 87.º | —    | —    | —    | —    |

—: no participa
Ab.: abandono

## Equipos
- Team Total Direct Énergie (stagiaire) (2019)[1]
- Total (2020-2024)[1]
  - Team Total Direct Énergie (2020-2021)[7]
  - Team TotalEnergies (2021-2024)[8]
- Cofidis (2025-)